# Moluchia castanea
Moluchia castanea är en kackerlacksart som först beskrevs av Blanchard 1851.  Moluchia castanea ingår i släktet Moluchia och familjen småkackerlackor. Inga underarter finns listade i Catalogue of Life.